# Jean-Lambert Tallien
Jean-Lambert Tallien (Párizs, 1767. január 23. – Párizs, 1820. november 16.) francia forradalmár, kulcsfontosságú figura volt a Francia forradalom egész periódusában (1789-99), majd Napóleon szolgálatába állt.

## Élete

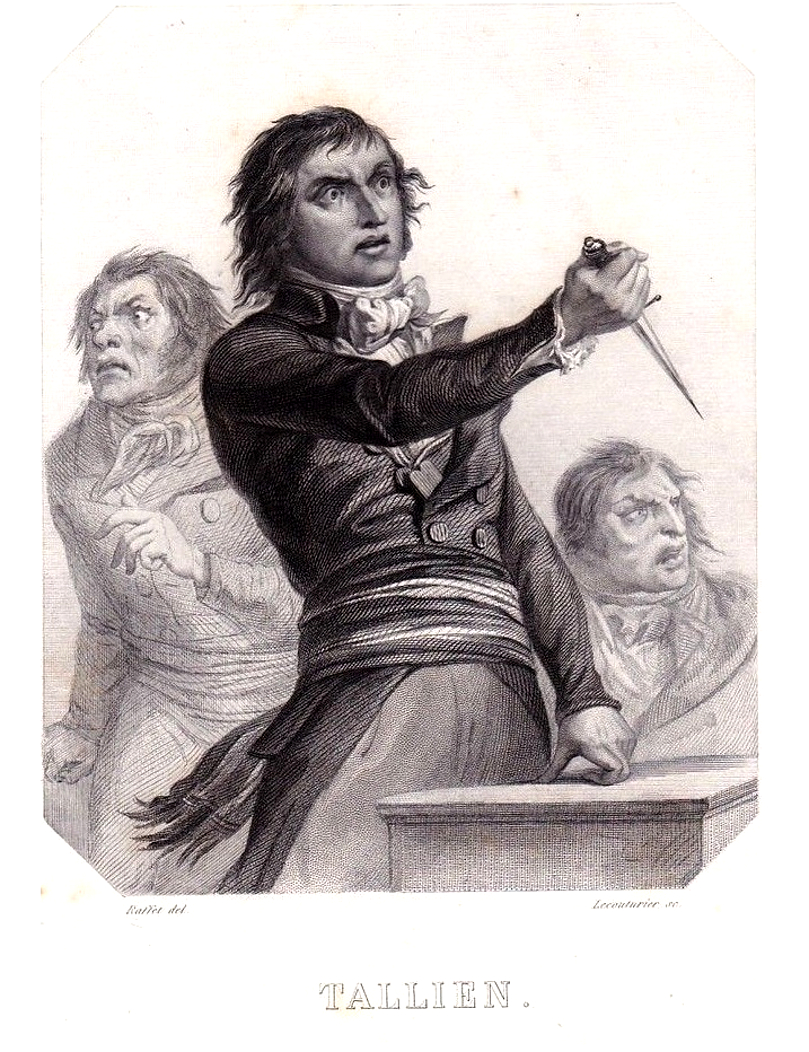
Tallien thermidor 9-én: „Polgártársak, a múlt éjjel a jakobinusok gyűlésében, reszkettem a köztársaságért. Így szóltam magamban, ha a convent nem meri lesújtani a zsarnokot, majd merem én; s ezzel fogom megtenni, ha szükség lesz rá"

Tallien a forradalom kitörésekor még írnokként dolgozott, miután félbeszakította teológiai és papi tanulmányait. Belépett egy nyomdába és XVI. Lajos varenne-i elfogása után hetente kétszer egy plakátot ragasztott a város falaira Ami des Citoyens, journal fraternel címmel.
1792. augusztus 10-én az újonnan alakult forradalmi községtanács főtitkárává választották. 1792 végén a Konvent tagja lett, ahol a Hegypárthoz csatlakozott és a király pere alatt, annak sürgős kivégzése mellett voksolt. 1793. január 21-én a Konvent elnökévé választották.
1793 tavaszán a vendée-i lázadás kitörése után a Konvent a lázadás helyszínére küldte, ahol Tallien véres megtorlásokat alkalmazott. Ezután Bordeaux-ba küldték, hogy az esetleges lázadókat kinyomoztassa és a bíráknak kiadja.
1794 júliusában Collot d'Herbois-val és Fouchéval egyetemben előkészítette, majd végrehajtatta a thermidori fordulatot, ami Robespierre és hívei hatalomból való eltávolítását jelentette. Ezután, bár tagja lett az Ötszázak Tanácsának, a Direktórium lényegében véget vetett Tallien politikai karrierjének.
Ezután részt vett Bonaparte tábornok 1798-as egyiptomi hadjáratában, ahol állást nyert és lapot is alapíthatott. Miután Bonaparte visszatért Európába, Tallien követni akarta őt, de angol fogságba esett, és csak 1802-ben térhetett ismét haza.
Alicantében élt, ahol konzullá választották egészen addig, amíg meg nem vakult sárgaláz miatt. Párizsba visszatérve a Bourbon-restauráció (1815) idején népszerűsége megcsappant (hisz 1793-ban a király halálára voksolt), politikai támogatói elhagyták, élete hátralévő életét nyomorban élte le.